# Cuneiform Records
La Cuneiform Records è un'etichetta indipendente di Silver Spring (Maryland), negli Stati Uniti, fondata nel 1984 da Steven Feigenbaum e dalla moglie Joyce.
Tra i generi musicali trattati da questa etichetta vi sono il rock progressivo, in particolare quello che riguarda la scena di Canterbury, la fusion, la musica elettronica e la musica sperimentale. Dispone di un buon catalogo di artisti della scena musicale newyorkese contemporanea, in particolare per quanto riguarda il jazz.
Oltre a pubblicare i lavori di diversi artisti emergenti, la casa discografica si è specializzata nel ripubblicare album del passato ma soprattutto a cercare negli archivi dei musicisti per pubblicare nuovi album con vecchi brani inediti. Amico del bassista Hugh Hopper ed appassionato della musica di Canterbury, Feigenbaum ha contribuito a rilanciare l'immagine di importanti gruppi come i Soft Machine, i National Health e i Gilgamesh.
La diffusione della musica scaricabile su internet ha ridotto le vendite della Cuneiform, che si è quindi concentrata nello scoprire nuovi talenti e sull'offrire prodotti di qualità. Non disponendo di grandi mezzi finanziari non ha un proprio studio di registrazione, ma pubblica artisti che hanno scelto di incidere in studi professionalmente affidabili. Collabora con la Wayside Music, la cui rete di vendita on-line è stata lanciata nel 1980.
Tra gli artisti pubblicati dalla Cuneiform Records vi sono:
- Arkham
- Brotherhood of Breath
- Robert Creeley
- Elton Dean
- Delivery
- Deus ex Machina
- Djam Karet
- Fred Frith / Henry Kaiser
- Gilgamesh
- Hugh Hopper
- Steve Lacy - Roswell Rudd Quartet
- Matching Mole
- Piero Milesi
- Phil Miller / In Cahoots
- Steve Miller / Lol Coxhill
- Miriodor
- National Health
- Nucleus
- Picchio dal Pozzo
- Pip Pyle's Bash!
- Soft Machine
- John Surman
- Univers Zero
- Volapük
- Gary Windo
- Robert Wyatt